# Adolfo Echeverría
Adolfo Ernesto Echeverría Comas (Barranquilla, 3 de septiembre de 1932-Barranquilla, 20 de diciembre de 2018) fue un cantante, músico y compositor colombiano.

## Biografía
Nació en Barranquilla el 3 de septiembre de 1932. Se crio en el barrio San Roque y realizó sus estudios en el Colegio Salesiano de San Roque. Durante su estancia en la escuela estuvo interesado por la literatura y se destacaba por su participación en el coro. 
A principios de los años 1960 comenzó a participar en concursos de canto organizados por las emisoras locales de Barranquilla, como La Voz de la Patria y Emisoras Unidas, estos concursos le valieron reconocimiento en el panorama musical de la ciudad hasta que grabó su primera canción como compositor, "El Palomo", bajo el sello Discos Eva.
El 3 de septiembre de 1961, renunció a su trabajo como vendedor de ropa en el almacén Casa Vargas para emprender su camino hacia su carrera artística. Con la liquidación que le dejó Casa Vargas, invirtió sesenta pesos en una canción que había compuesto para grabarla junto con un grupo de amigos músicos, conocidos como "El cuarteto del Mónaco". 
Estos tocaban con él los miércoles en la Emisora Atlántico, donde conoció a Vicenta "Nury" Borrás, cantante aficionada que fue invitada a interpretar su primer éxito "Las cuatro fiestas", que fue lanzado en 1965 a través de Discos Fuentes, el cual le permitió adentrarse mucho más en el mercado musical nacional.
En la década de 1960 formó un grupo de músicos que impactaron a Barranquilla y sus alrededores, la Orquesta Mónaco, donde impuso sus canciones importantes como Las cuatro fiestas,Inmaculada, Amaciendo y La tormenta. Ganó premios como el Congo del Oro en 1977 como mejor orquesta del carnaval de Barranquilla.
En los últimos años padeció varios quebrantos de salud, entre ellos, una depresión causada por la muerte de su madre, a finales de 1990, también tuvo varias convulsiones que lo tuvieron hospitalizado, adquiriendo una bacteria que infectó parte de su cuerpo, provocando que sus piernas fueran amputadas.
Falleció el 20 de diciembre de 2018 debido a una isquemia.

## Discografía
- 1975: "Acordeón vallenato"
- 1976: "Y la Gran Banda"
- 1977: "Sabroso Bacalao"
- 1978: Cumbiando
- 1979: "Curramba La bella"
- 1980: "La Inmaculada"
- 1983: Que pasó?
- 1984: "Mechon Cholao"
- 1985: "Vamos a Beber"